# Valentina Tereshkova
Valentina Vladímirovna Tereshkova  (en ruso: Валенти́на Влади́мировна Терешко́ва; Máslennikovo, Unión Soviética, 6 de marzo de 1937) es una cosmonauta, ingeniera y política rusa. Fue la primera mujer en ir al espacio, seleccionada entre más de cuatrocientos aspirantes y cinco finalistas para pilotar el Vostok 6, lanzado el 16 de junio de 1963. Completó 48 órbitas alrededor de la Tierra en sus tres días en el espacio. Sigue siendo la única mujer en hacer una misión espacial en solitario.
Antes de su reclutamiento como cosmonauta, Tereshkova fue una obrera que trabajaba en una fábrica textil y paracaidista aficionada (esta experiencia con el paracaidismo fue decisiva para considerarla candidata). Para unirse al Cuerpo de Cosmonautas, Tereshkova fue incorporada de manera honoraria a la Fuerza Aérea Soviética,  siendo así la primera civil en volar al espacio. Después de la disolución del primer grupo de cosmonautas femeninos en 1969, fue un prominente miembro del Partido Comunista de la Unión Soviética, participando en varias oficinas políticas. Permaneció activa en la política tras el colapso de la Unión de Repúblicas Socialistas Soviéticas (URSS) y sigue siendo considerada una heroína en la Rusia postsoviética.
Mantiene una buena relación con el presidente de Rusia, Vladímir Putin. En 2013, se ofreció para viajar a Marte si le daban la oportunidad. En la ceremonia de apertura de los Juegos Olímpicos de Sochi 2014, corrió con la bandera olímpica.

## Biografía
Nació en Rusia de Bolshoye Máslennikovo (1937), en el raión de Tutáyevski (con el centro en Tutáyev), óblast de Yaroslavl, en el centro de Rusia. Sus padres habían emigrado desde Bielorrusia. Su madre trabajaba en una planta textil y su padre era tractorista. Tereshkova comenzó la escuela en 1945 a la edad de ocho años, pero la dejó en 1953 y continuó su educación mediante cursos por correspondencia. A temprana edad se interesó por el paracaidismo, entrenándose en el Aeroclub local.
Hizo su primer salto a los 22 años el 21 de mayo de 1959, siendo aún una trabajadora textil. Fue su experiencia en paracaidismo lo que la condujo a ser seleccionada como cosmonauta. En 1961 ocupó el puesto de secretaria del Komsomol (Unión de Jóvenes Comunistas) y más tarde se adhirió al Partido Comunista de la Unión Soviética.
En la Unión Soviética, la agencia espacial buscó activamente a una mujer para volar, siempre que pudiera aprobar el entrenamiento. Y así fue como Valentina Tereshkova hizo su vuelo en el verano de 1963.

### Carrera en el programa espacial soviético

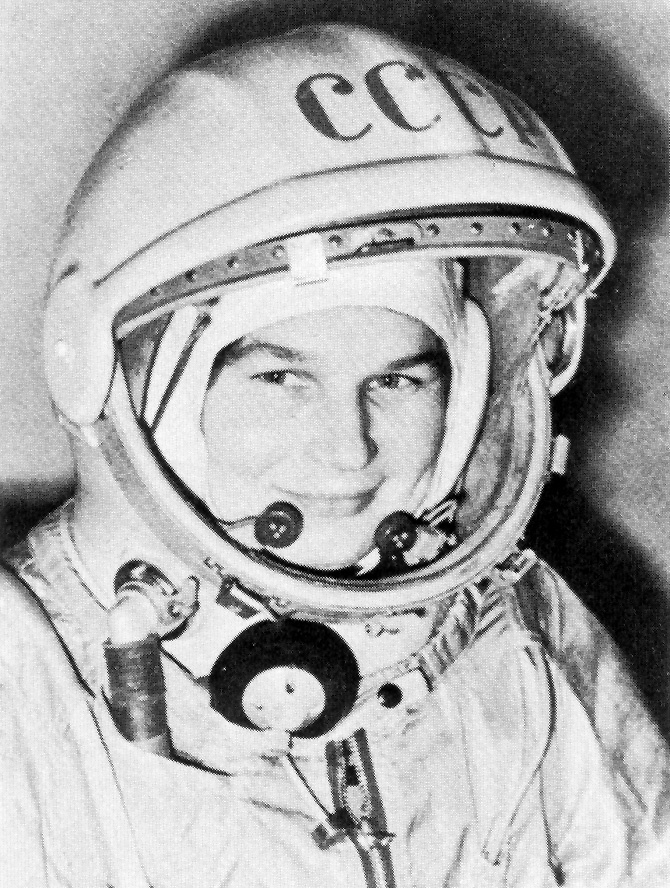
Valentina Tereshkova en su traje espacial.

Después del vuelo de Yuri Gagarin en 1961, Serguéi Koroliov, principal ingeniero en el área de cohetes, tuvo la idea de realizar un vuelo llevando a una mujer al espacio. El 16 de febrero de 1962, Valentina Tereshkova fue seleccionada para unirse al cuerpo femenino de cosmonautas. De las más de cuatrocientas candidatas, cinco fueron seleccionadas: Tatiana Kuznetsova, que era egresada como piloto de caza del Instituto Aéreo de Moscú, Irina Soloviova, que era miembro del equipo nacional de paracaidismo de la Unión Soviética, Zhanna Yiórkina, maestra de escuela, Valentina Ponomariova experta paracaidista y Valentina Tereshkova. Los requerimientos incluían que fueran paracaidistas menores de 30 años de edad, tuvieran menos de 1,70 metros de altura y 70 kg de peso.
Tereshkova fue considerada como una candidata particularmente digna, en parte debido a su origen "proletario", y porque su padre, el líder y sargento de tanques Vladímir Tereshkov, fue un héroe de guerra que murió en acción en la Guerra de Invierno que se desarrolló en Finlandia durante la Segunda Guerra Mundial, en el área de Lemetti en Carelia, en ese momento Tereshkova tenía dos años. Después de su misión, se le consultó qué podía hacer la Unión Soviética para agradecerle su servicio al país, y Tereshkova pidió que el gobierno buscara el lugar donde su padre había muerto en acción. Ubicado dicho sitio, el gobierno construyó un monumento en Lemetti —actualmente en el lado ruso de la frontera—. Tereshkova ha visitado Finlandia varias veces.
La capacitación de Valentina Tereshkova incluyó vuelos de ingravidez, pruebas de aislamiento, pruebas en centrifugador, teoría de cohetes, naves espaciales de ingeniería, 120 saltos en paracaídas y formación de pilotos en aviones de combate MiG-15UTI. El grupo pasó varios meses en un entrenamiento intensivo, concluyendo con exámenes en noviembre de 1962, después de lo cual a las cuatro candidatas restantes se las nombró subtenientes de la Fuerza Aérea Soviética. Tereshkova, Soloviova y Ponomariova fueron las otras principales candidatas, y se desarrolló un programa de misiones para permitir que dos mujeres volaran al espacio, en dos vuelos de algunos días consecutivos en marzo o abril de 1963.
Tereshkova fue la primera persona civil en volar al espacio, aunque para unirse al Cuerpo de Cosmonautas fue admitida honorariamente en la Fuerza Aérea Soviética.
Originalmente se pretendía que Tereshkova viajara primero en el vuelo Vostok 5 mientras que Ponomaryova la seguiría en órbita en el Vostok 6. Sin embargo, este plan de vuelo fue alterado en marzo de 1963. Vostok 5 llevó a un cosmonauta masculino, Valeri Bykovski realizando la misión en conjunto con una cosmonauta a bordo del Vostok 6 en junio de 1963. La Comisión Estatal de Espacio nombró a Tereshkova para pilotar el Vostok 6 en su reunión el 21 de mayo y esto fue confirmado por Nikita Jruschov. Tereshkova era exactamente diez años más joven que el astronauta más joven del Mercury 7, Gordon Cooper.

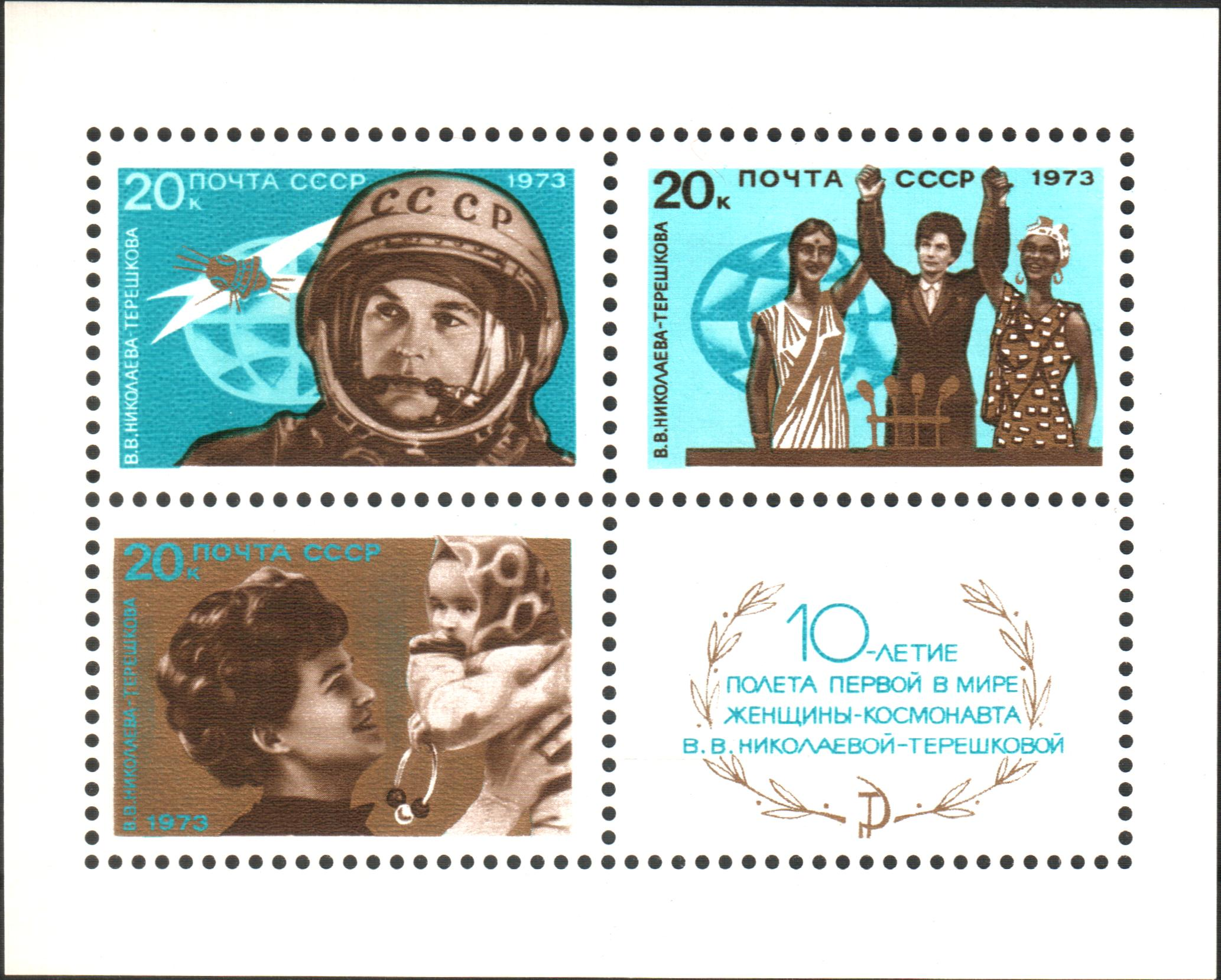
Sello de la Unión Soviética conmemorando el vuelo espacial de la primera mujer cosmonauta.

Así, el 16 de junio de 1963 una nave llamada Vostok 6 con Valentina Tereshkova como única tripulante, fue lanzada con éxito al espacio. Comenzaba la primera andadura espacial femenina. Sin embargo, como más tarde reconocería la propia protagonista, el vuelo no fue todo lo plácido que cabía esperar. Durante los tres días de viaje, Tereshkova experimentó fuertes náuseas y migrañas, las cuales no le impidieron mantener al día el diario de a bordo y llevar a cabo todos los detalles de la misión. Además, se había producido un error en la programación de la trayectoria y ella misma tuvo que variarla para conseguir que la nave no se alejara de la Tierra y pudiera regresar tal y como estaba previsto.
Tras 48 vueltas a la tierra y más de 70 horas de vuelo, el 19 de junio de 1963 Tereshkova abandonaba la cápsula de vuelo y terminaba su descenso en paracaídas desde 6.000 metros de altura hasta poner los pies en Karaganda, Kazajistán. Se había convertido en una leyenda de la aeronáutica espacial.
De manera más detallada, después del exitoso lanzamiento del Vostok 5 el 14 de junio, Tereshkova comenzó los preparativos finales para su propio vuelo. Ella tenía 26 años en ese momento. En la mañana del 16 de junio de 1963, Tereshkova y Soloviova fueron vestidas con los trajes espaciales correspondientes y llevadas a la plataforma de lanzamiento en autobús. Después de completar sus comunicaciones y chequeo de soporte vital, se la selló dentro de la Vostok. Después de una cuenta de dos horas, el Vostok 6 fue puesto en marcha sin errores, y Tereshkova se convirtió en la primera mujer en llegar al espacio. Su señal de llamada en este vuelo era Chaika (Gaviota, ruso: Чайка), más tarde conmemorado como el nombre de un asteroide, 1671 Chaika.
Aunque Tereshkova experimentó náuseas y malestar físico durante gran parte del vuelo, y dolor en el cuello por lo pesado del casco orbitó la Tierra 48 veces y estuvo casi tres días en el espacio. Con un solo vuelo, registró más tiempo de vuelo que la suma de todos los tiempos de todos los astronautas estadounidenses que habían volado antes de esa fecha. Tereshkova también mantuvo un registro de vuelo y tomó fotografías del horizonte, que serían utilizadas para identificar las capas de aerosol de la atmósfera.
Vostok 6 fue el vuelo final de la misión Vostok, y fue lanzado dos días después del Vostok 5, que condujo a Valeri Bykovski a una órbita similar durante cinco días, aterrizando tres horas después que Tereshkova. Las dos naves se aproximaron a cinco kilómetros en un punto, y Tereshkova se comunicó con Bykovski y con Jruschov por radio.
Tereshkova empezó el vuelo de una manera excelente, todas las operaciones las hizo correctamente. Sin embargo, ya en la órbita, Tereshkova no pudo orientar la nave correctamente debido a un fallo en el sistema. Serguéi Koroliov, director del programa espacial soviético, mostró su descontento con el comportamiento de Tereshkova en órbita y no le permitió tomar el control manual de la nave, tal y como estaba planeado. El equipo de control de vuelo modificó el sistema (que estaba erróneamente programado para que la nave se alejara de la Tierra, en lugar de acercarse) y Tereshkova pudo regresar. Tras tres días, con el aterrizaje en el territorio de Altái, el vuelo finalizó con éxito. A pesar de los vómitos e incomodidades que sufrió, Tereshkova pudo aguantar 48 vueltas alrededor de la Tierra, mantuvo el cuaderno de bitácora y tomó fotografías del horizonte que luego ayudaron a descubrir los aerosoles atmosféricos.
Aunque estaban previstos más vuelos en los que participaran mujeres, pasaron 19 años hasta que otra mujer, Svetlana Savítskaya, viajó al espacio. Ninguna de las otras cuatro cosmonautas del grupo de Tereshkova viajó al espacio. Ella misma era consciente de esta situación y así lo expresó en la primera entrevista que dio a un periodista español en octubre de 1967.
Tras la misión espacial estudió en la Academia de la Fuerza Aérea de Zhukovski, y se graduó como ingeniera espacial en 1969. Ese mismo año, el grupo de cosmonautas femenino fue disuelto. En 1977 recibió el doctorado en ingeniería.
En 1997 se retiró de la fuerza aérea y del cuerpo de cosmonautas.
El 3 de noviembre de 1963 contrajo matrimonio con el cosmonauta Andrián Nikoláyev (1929-2004) y un año más tarde dio a luz a su hija Yelena Andriánovna Nikoláyeva-Tereshkova (8 de junio de 1964), quien es ahora doctora en medicina y que fue la primera persona nacida de dos cosmonautas que habían salido al espacio. Valentina se divorció de su primer marido en 1982. Su segundo marido, el Dr. Yuli Sháposhnikov, murió en 1999.
Tereshkova, junto con Elena Mizulina, Irina Yarovaya y Andrey Skoch, es miembro del grupo parlamentario para la protección de los valores cristianos; como tal, apoya la introducción de enmiendas a la Constitución de Rusia, según la cual la ortodoxia es la base de la identidad nacional y cultural de Rusia.
En 2013, Tereshkova, con 76 años, sorprendió a todos expresando su deseo de viajar a Marte, aunque el viaje fuera solo de ida.
En la ceremonia de apertura de los Juegos Olímpicos de Sochi 2014, fue portadora de la bandera olímpica.

## Carrera política
Debido a su prominencia desempeñó diversos cargos políticos: Tereshkova fue escogida para varias posiciones políticas: Diputada del Sóviet Supremo de la Unión Soviética (1966-1974), Miembro del Comité Central del Partido Comunista (1969-1991), Miembro del Presídium del Sóviet Supremo (1974-1989), Vicepresidenta de la Federación Democrática Internacional de Mujeres, Jefa de la Unión Internacional de Cultura y Amistad de 1987 a 1991, Presidenta de la Asociación Rusa de Cooperación Internacional.
Permaneció políticamente activa tras el colapso de la Unión Soviética, pero perdió las elecciones a la Duma estatal nacional durante 1995. En el año 1995, Tereshkova fue ascendida al rango honorario de general de división. En 2003, Tereshkova se postuló nuevamente para un escaño en la Duma Estatal. En 2007, Tereshkova fue invitada a la residencia del primer ministro Vladímir Putin en Novo-Ogaryovo para la celebración de su 70 aniversario. Mientras estaba allí, dijo que le gustaría volar a Marte, incluso si eso significaba que era un viaje de ida. Más tarde fue elegida durante 2008 para su parlamento regional, la Duma del Óblast de Yaroslavl.

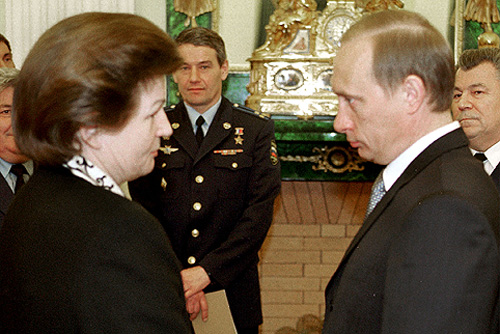
Vladímir Putin con Valentina Tereshkova

El 18 de septiembre de 2016, Tereshkova fue reelegida para la Séptima Duma Estatal. Se desempeña como vicepresidenta del Comité de Estructura Federal y Gobierno Local. Sigue siendo considerada como un héroe en la Rusia postsoviética.

### Su visión de las mujeres en el espacio;"Women in space"
Uno de sus artículos más conocidos, "Mujeres en el espacio", que exponía sus puntos de vista sobre las mujeres involucradas en actividades científicas, se publicó en la revista de la UNESCO conocida como Impact of Science in Society (vol. 20; No. 1, 1970) que fue publicada en inglés y francés por la Organización de las Naciones Unidas para la Educación, la Ciencia y la Cultura (UNESCO).
1
Tereshkova resumió sus puntos de vista sobre las mujeres y la ciencia en su artículo de 1970: 

Creo que una mujer siempre debe seguir siendo mujer y nada femenino debe ser ajeno a ella. Al mismo tiempo, creo firmemente que ningún trabajo realizado por una mujer en el campo de la ciencia o la cultura o cualquier otro, por vigoroso o exigente que sea, puede entrar en conflicto con su antigua 'misión maravillosa': amar, ser amado y con su anhelo por la felicidad de la maternidad. Al contrario, estos dos aspectos de su vida pueden complementarse perfectamente.

## Vida privada

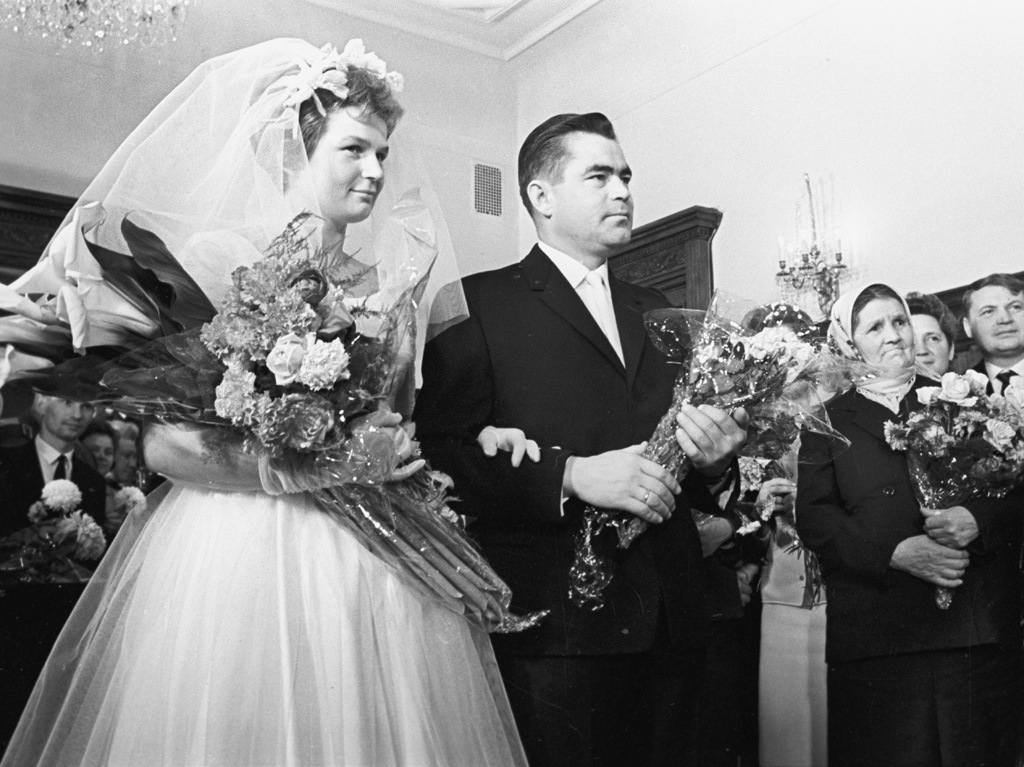
Valentina Tereshkova en su boda

Valentina Tereshkova se casó con Andrián Nikoláyev a los 26 años de edad, el día 3 de noviembre de 1963 en el Palacio de bodas de Moscú, con Nikita Jrushchov presidiendo la fiesta junto con el gobierno superior y los líderes del programa espacial.
El 8 de junio de 1964, dio a luz a su hija Elena Andriánovna Nikoláyeva-Tereshkova, que estudió y se graduó como médico, y se convirtió en la primera persona con padres que viajaron al espacio. Valentina y Nikolayev se divorciaron en 1982. Nikoláyev murió en 2004. 
Su segundo marido, el ortopedista Yuli Shapóshnikov, murió en 1999.
Valentina Tereshkova siempre tuvo un deseo que nunca pudo realizar: conducir una locomotora. A pesar de su edad, está plenamente interesada en un viaje a Marte sin importar que no tenga regreso.

## Condecoraciones y reconocimientos
Rusia
- Orden al Mérito por la Patria;

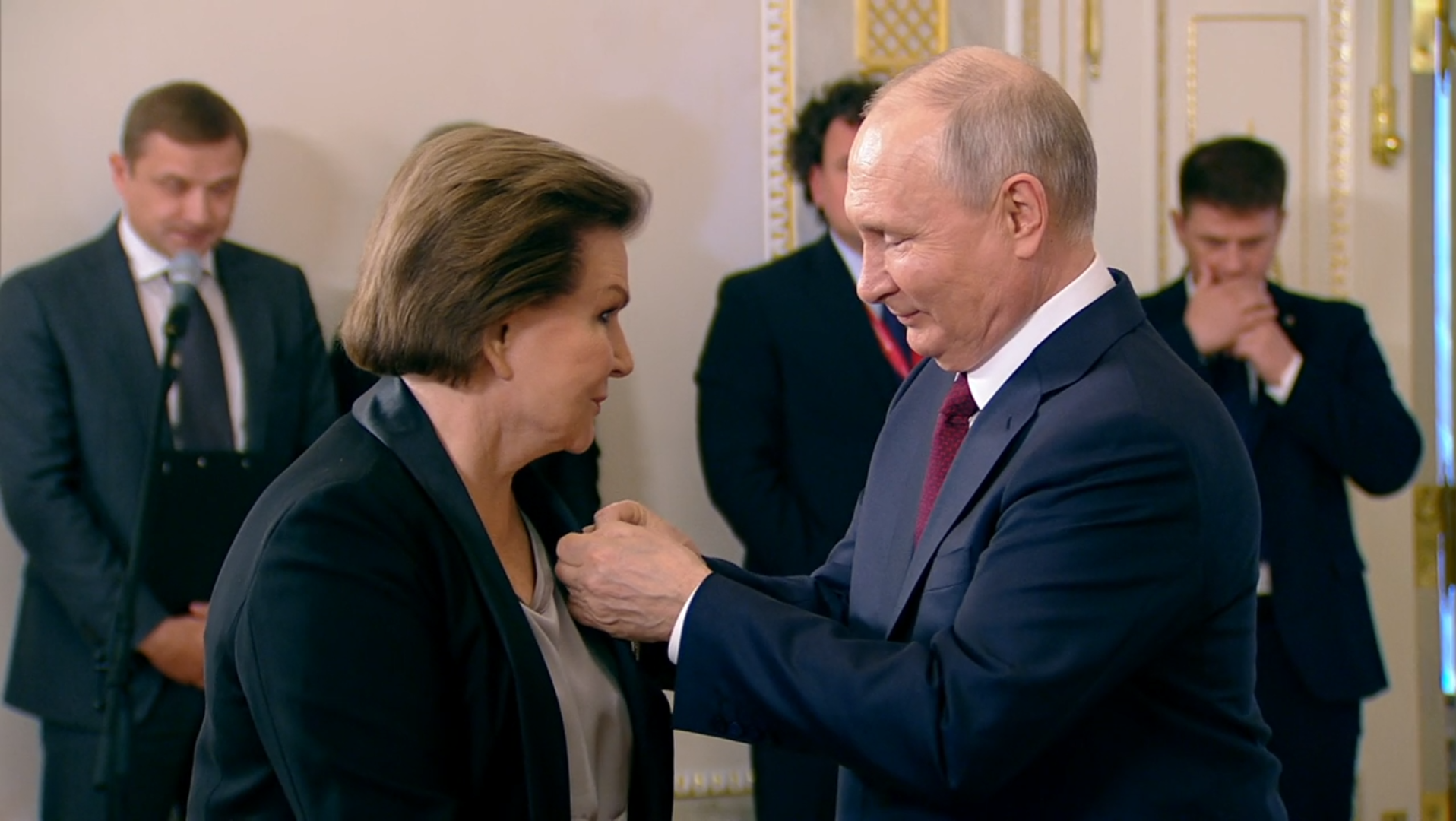
Valentina Tereshkova recibiendo la Orden de Gagarin el 16 de junio de 2023 de manos del presidente de Rusia, Vladímir Putin

  - 2.ª clase (6 de marzo de 2007) - por su destacada contribución al desarrollo del dominio del espacio.
  - 3.ª clase (6 de marzo de 1997) - por los servicios al Estado y la gran contribución personal al desarrollo del dominio del espacio.
- Orden de Alejandro Nevski (2013)[28]
- Orden de Honor (10 de junio de 2003) por su destacada contribución al desarrollo y fortalecimiento de los lazos científicos, culturales y sociales internacionales.
- Orden de la Amistad (12 de abril de 2011) por su destacada contribución al desarrollo del vuelo espacial tripulado nacional y su actividad pública.
- Premio Estatal de la Federación de Rusia por los logros sobresalientes en el ámbito de la acción humanitaria en 2008 (4 de junio de 2009).
- Certificados de agradecimiento del Gobierno de la Federación de Rusia;
  - 16 de junio de 2008, para una actividad fructífera y pública a largo plazo, una considerable contribución personal al desarrollo del vuelo espacial tripulado y en relación con el 45° aniversario del vuelo espacial.
  - 12 de junio de 2003, por su gran contribución al desarrollo de los vuelos espaciales tripulados.
  - 3 de marzo de 1997, por la contribución al desarrollo del espacio, el fortalecimiento de los lazos científicos y culturales internacionales y los años de trabajo diligente.
- Orden de Gagarin (16 de junio de 2023) - «por sus destacados logros en la exploración del espacio ultraterrestre, el coraje y la dedicación demostrados durante su histórico vuelo espacial tripulado, así como por su activa labor cívica e internacional» y en conmemoración del 60.º aniversario del vuelo de la Vostok-6 que la convirtió en la primera mujer en viajar al espacio.[29][30]

Unión Soviética
- Honorable Maestra de Deportes de la URSS (19 de junio de 1963)
- Héroe de la Unión Soviética (22 de junio de 1963)
- Orden de Lenin (22 de junio de 1963, 6 de mayo de 1981), por avanzar en el desarrollo y fortalecimiento de los vínculos con la comunidad y las fuerzas pacificadoras de países extranjeros
- Orden de la Revolución de Octubre (1 de diciembre de 1971)
- Orden de la Bandera Roja del Trabajo (5 de marzo de 1987), por actividades sociales
- Orden de la Amistad de los Pueblos
- Piloto Cosmonauta de la URSS

Durante su visita a Chile en 1972, fue declarada Hija Ilustre de la comuna de Maipú el 1 de abril de dicho año.

## Eponimia
- El cráter lunar Tereshkova lleva este nombre en su honor.[32]